# Yuanbao
Yuanbao är ett stadsdistrikt i Dandong i Liaoning-provinsen i nordöstra Kina.